# Famous Dex
Декстер Тівон Гор-молодший (англ. Dexter Tiewon Gore Jr.), знаний як Famous Dex — американський репер. Його дебютний альбом «Dex Meets Dexter» 2018 року посів 12 місце в чарті Billboard 200, а сингли «Pick It Up» (за участю ASAP Rocky) і «Japan» досягли 54 і 28 місця в Billboard Hot 100 відповідно.

## Біографія
Декстер Тівон Гор-молодший народився 6 вересня 1993 року в районі Гарлем на Мангеттені, Нью-Йорк, але згодом переїхав до Чикаго, штат Іллінойс, і виріс у районі Енглвуд. Він вирішив займатися музикою після смерті своєї матері у вересні 2014 року. 2016 року він витатуював рожеву стрічку на своєму обличчі в пам'ять про матір, яка померла від раку грудей. Famous Dex також деякий час жив у Саут-Бенді, штат Індіана і закінчив там Riley High School.

## Кар'єра

### 2015-16: Перші мікстейпи
У 2015 році він самостійно випустив свій перший мікстейп «Never Seen It Coming». 3 жовтня того ж року він випустив свій другий мікстейп «Dexter's Laboratory».
На початку 2016 року Гор випустив третій і четвертий мікстейпи, «Drippy» і «#OhhMannGoddDamn».
У березні 2016 року Гор оголосив, що його офіційно підписали на лейбл Rich The Kid - Rich Forever Music. Невдовзі після цього Гор і Річ випустили спільний альбом «Rich Forever». За ним послідували три сиквели, у третьому з яких взяв участь нью-йоркський репер Jay Critch. У жовтні 2016 року Гор знявся у кліпі Soulja Boy «Draco».

### 2017-18:Dex Meets Dexter
У березні 2017 року Гор оголосив назву свого дебютного альбому — «Dex Meets Dexter». Альбом вийшов 6 квітня 2018 року.
У жовтні 2017 року він випустив пісню «Pick It Up» за участю ASAP Rocky як перший сингл з альбому, який посів 54 місце в чарті Billboard Hot 100, ставши його першою піснею, що потрапила до чарту. Другий сингл альбому «Japan» вийшов 16 березня 2018 року. 30 березня 2018 року вийшов сингл «Light» за участю Drax Project.
Сингл «Nervous» за участю Lil Baby, Jay Critch та Rich The Kid вийшов 21 вересня 2018 року.

### 2019-сьогодення:Dexter 2021 EPтаDiana
8 травня 2019 року вийшов сингл «Fully Loaded» за участю Lil Gotit. Пізніше, 27 травня 2019 року, на трек вийшло музичне відео. Гор з'явився на альбомі-компіляції Rich Forever Music, «Rich Forever 4», який вийшов 2 серпня 2019 року, і в якому були представлені нові артисти, підписані з лейблом.
1 листопада 2019 року у Гора стався епілептичний напад під час виступу в клубі 1 OAK у Західному Голлівуді, Каліфорнія. Пізніше його представник підтвердив, що він одужує.
31 грудня 2019 року Гор випустив міні-альбом «Dexter 2031» на SoundCloud. Сингл «What I Like» за участю Tyga та Rich the Kid вийшов 3 квітня 2020 року. 23 липня він випустив сингл «Couped Out» з Fivio Foreign. У серпні 2020 року вийшов сингл «Hold On». 9 жовтня вийшов альбом «Diana».
У січні 2021 року Rich the Kid оголосив, що Гор перебуває в реабілітаційній клініці.

## Протиріччя

### Суперечки щодо Shocktoberfest
У 2018 році, напередодні музичного фестивалю Shocktoberfest в Каліфорнійському університеті в Ірвайні, студентська служба університету зазнала критики за те, що дозволила Горові виступити на цьому заході після того, як з'явилося відео з камер спостереження, зняте два роки тому, на якому видно, як Гор переслідує свою дівчину в коридорі, а потім кілька разів б'є її. Попри викриття домашнього насильства, Гор отримав дозвіл на виступ, і під час виступу він стрибнув у переповнену аудиторію, внаслідок чого захисні бар'єри були повалені натовпом глядачів. В результаті захід було закрито. Під час від'їзду з заходу стверджувалося, що хтось у машині Гора направив пістолет на студентів. Згідно з офіційною університетською газетою, «Гор похвалився в Інтернеті, що закрив захід, сказавши: «Я просто закрив шоу. І там був лише позитивний вайб»».

### Соціальні мережі
22 грудня 2018 року Гор опублікував на своїй сторінці в Instagram відео, в якому він відпускає расистські жарти на адресу літнього американця індійського походження, касира на заправці, яку він часто відвідував разом з другом. На відео він зауважує «Witcho' lil», маючи на увазі тілаку на лобі того чоловіка. Потім він додає: «Це знак Будди посередині твого обличчя?», сміючись разом зі своїм другом.

### Вживання наркотиків
Декс боровся зі зловживанням психоактивних речовин протягом усієї своєї кар'єри. Після публікації відео, на якому він зображений у стані сильного алкогольного сп'яніння, шанувальники висловили занепокоєння. Невдовзі він потрапив до реабілітаційного центру.

### Арешт
У червні 2021 року Гор був заарештований під час явки до суду за порушення охоронного припису, виданого його колишнім партнером. Згодом, 1 вересня 2021 року, він був засуджений до 364 днів ув'язнення у в'язниці Лос-Анджелеса, штат Каліфорнія.

## Дискографія

### Студійні альбоми
- 2018 — Dex Meets Dexter
- 2020 — Diana

### Мініальбоми
- 2015 — Jugg & Finesse (з Ghetty)
- 2018 — When Donald Met Dexter (з Polo Boy Shawty)
- 2018 — Ballin Season (з Ghetty)
- 2020 — Dexter 2031

### Мікстейпи
- 2015 — Never Seen It Coming
- 2015 — Dexter's Laboratory
- 2016 — Drippy
- 2016 — #OhhMannGoddDamn
- 2016 — Heartbreak Kid
- 2016 — Dexter: The Robot
- 2016 — Different
- 2017 — Read About It
- 2019 — Weird Vs. Crazy
- 2020 — Where's Dexter
- 2021 — Say What You Want
- 2022 — Lo$t On Saturn